# Волфганг I фон Йотинген
Волфганг I фон Йотинген (на немски: Wolfgang I von Oettingen; * 16 май 1455; † 29 януари 1522 в Харбург) е граф на Йотинген в Швабия, Бавария и на замък Флохберг в Шлосберг в Бопфинген, Баден-Вюртемберг.
Той е син на граф Вилхелм I фон Йотинген († 1467) и съпругата му Беатриче дела Скала († 1466), дъщеря на Паоло дела Скала, господар на Верона († 1441), който живее в Бавария с името „фон дер Лайтер“, и съпругата му графиня Амалия фон Фрауенберг-Хааг († 1459). Брат е на Фридрих (* 1453, † 3 март 1490), епископ на Пасау (1485 – 1490), и на Йохан (* 2 март 1457, † 15 април 1519), граф на Йотинген, господар на Конде.
През 1330 г. графовете на Йотинген получават от крал Лудвиг IV Баварски като феод замък Флохберг в Бопфинген, Баден-Вюртемберг. През 1347 г. император Карл IV залага замъка на графовете на Йотинген. Те никога не плащат сумата и правят замъка за резиденция на техните фогти.

## Фамилия
Волфганг I се жени 1482 г. за Анна фон Валдбург и Валдзе († 26 март 1507), дъщеря на трушсес Георг II фон Валдбург-Цайл-Волфег-Валдзе († 10 март 1482) и графиня Анна фон Кирхберг († 10 март 1484), дъщеря на граф Конрад VIII фон Кирхберг († 1470) и графиня Анна фон Фюрстенберг-Баар († 1481). Те имат три деца:
- Вилхелм
- Карл Волфганг († 3 октомври 1549), граф на Йотинген-Йотинген, женен на 5 ноември 1524 г. за ландграфиня Елизабет фон Лойхтенберг (* 1508; † 14 април 1560), дъщеря на ландграф Йохан IV фон Лойхтенберг († 1531) и Маргарета фон Шварцбург († 1518)
- Лудвиг XV (* 26 април 1486; † 24 март 1557), граф на Йотинген-Йотинген, женен на 15 март 1507 г. в Ротенбург ам Некар за графиня Мария Салома фон Хоенцолерн (* 1 май 1488; † 4 август 1548), дъщеря на Айтел Фридрих II фон Хоенцолерн († 1512) и маркграфиня Магдалена фон Бранденбург († 1496)